# بهنام سعیدی
بهنام سعیدی (زاده ۱۳۴۷) نمایندهٔ دورهٔ دوازدهم مجلس شورای اسلامی از حوزهٔ انتخابیهٔ جیرفت و عنبرآباد در استان کرمان است که با کسب ۳۷۶۲۱ رای به مجلس شورای اسلامی راه پیدا کرد.
وی پیش تر سخنگو و معاون سازمان مدیریت بحران ایران، جانشین رئیس ستاد بحران ایران و معاون امور بین‌الملل و حقوق بشردوستانه جمعیت هلال احمر ایران بود.